# Stallwang
Stallwang är en kommun och ort i Landkreis Straubing-Bogen i Regierungsbezirk Niederbayern i förbundslandet Bayern i Tyskland.
Kommunen ingår i kommunalförbundet Stallwang tillsammans med kommunerna Loitzendorf och Rattiszell.